# 北潭

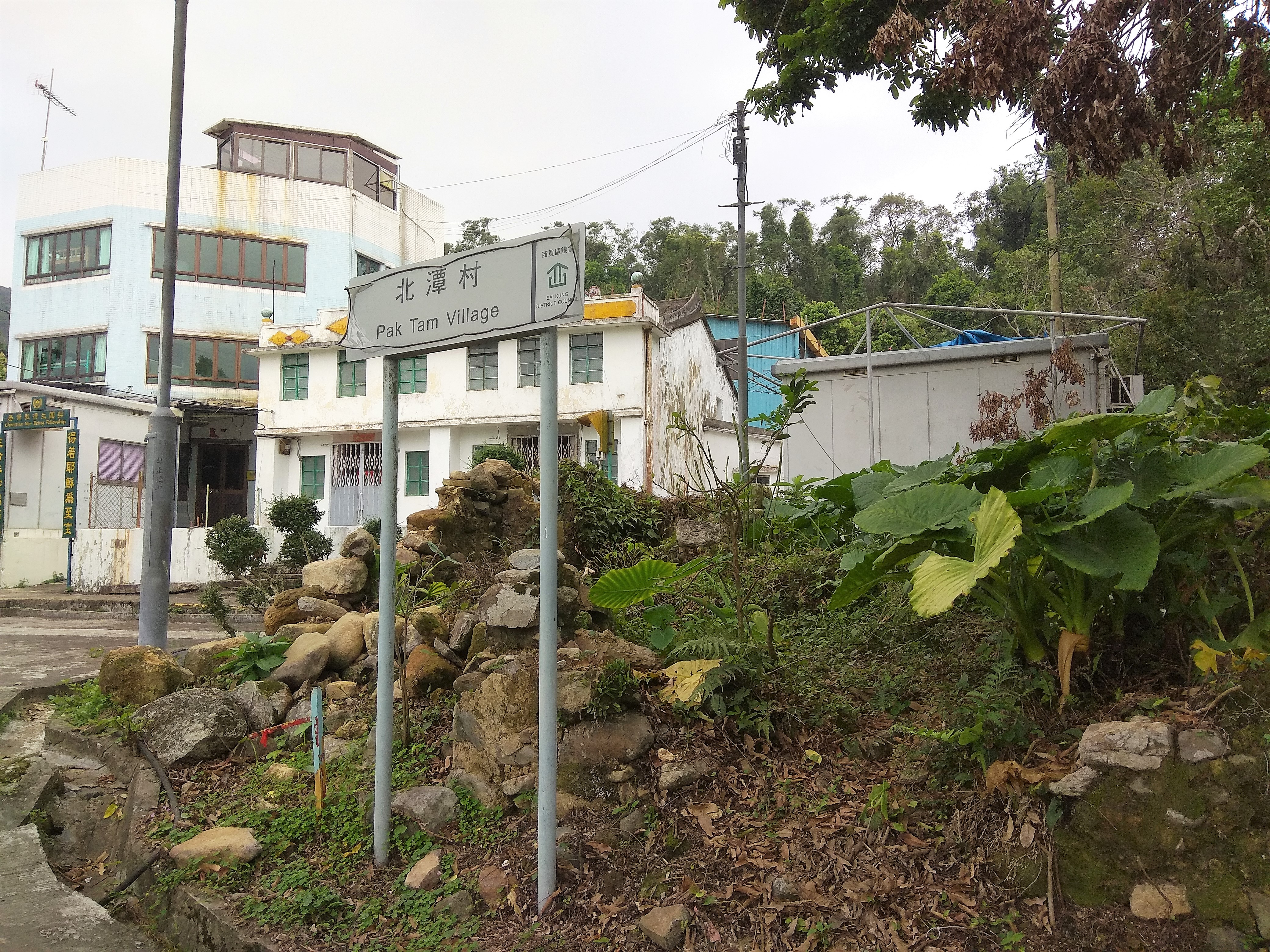
北潭村。

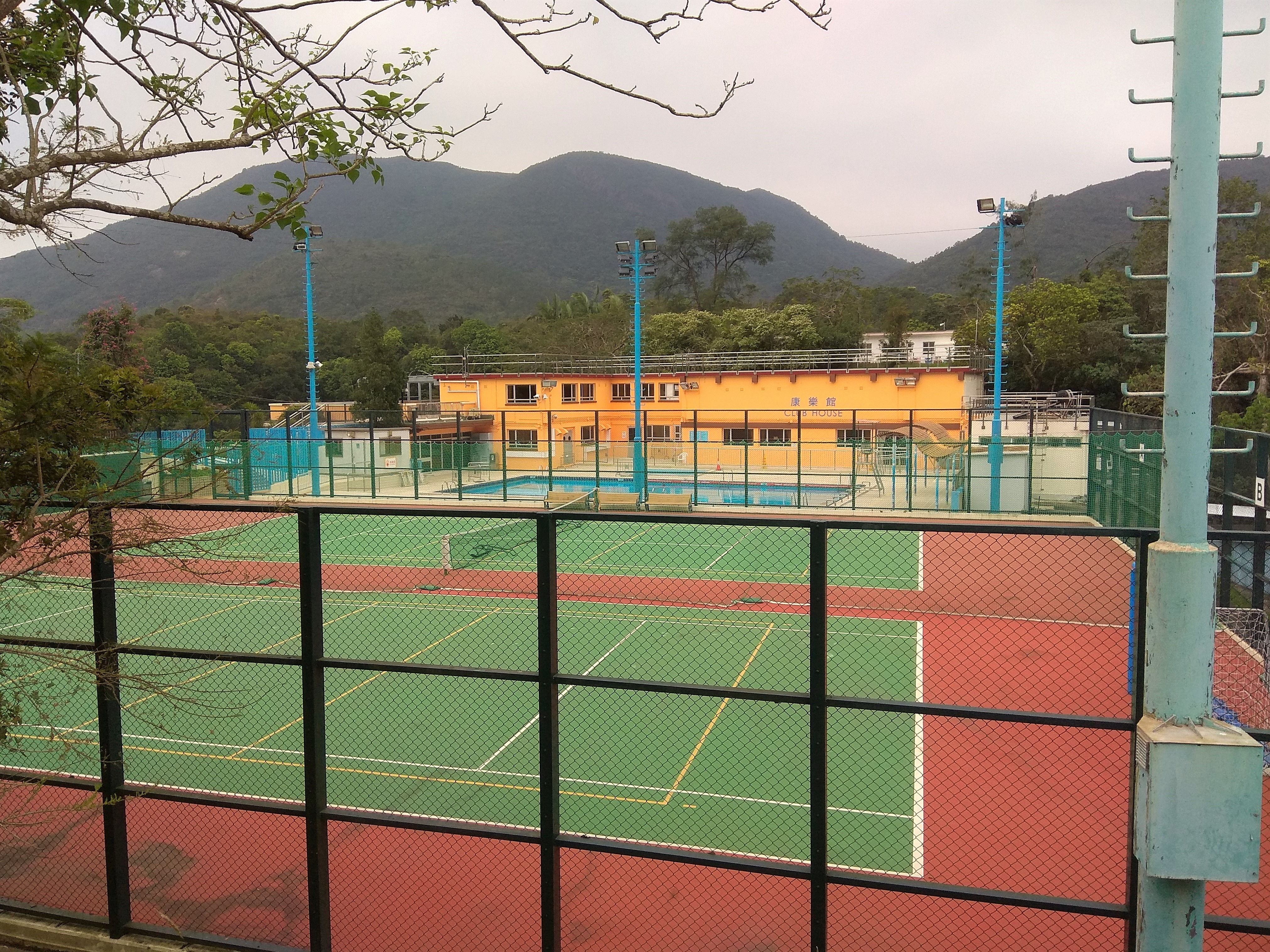
位於北潭的麥理浩夫人度假村。

北潭（英語：Pak Tam）是一條位於香港西貢半島北潭涌的鄉村。

## 行政區劃
北潭是新界小型屋宇政策下其中一條認可鄉村。

## 歷史
1911年，北潭涌被描述為一個由六條鄉村（黃宜洲、北潭、上窰、鯽魚湖、黃麖地及斬竹灣）所組成，居民不足405人之地。這六條鄉村均為客家人所居住，唯位於北潭的兩個村子則除外。

## 外部連結
- 居民代表選舉北潭（西貢）的劃定現有鄉村範圍（2019－2022年） （页面存档备份，存于）

22°24′35″N 114°19′03″E / 22.409726°N 114.317605°E